# Adagio (lingüística)
Un adagio es una expresión corta, fácil de memorizar, que contiene algún elemento de conocimiento o experiencia importante, considerado cierto por mucha gente, o que ha ganado cierta credibilidad a través de su uso continuado.[cita requerida]
Los adagios pueden ser observaciones interesantes, guías éticas prácticas o comentarios pesimistas sobre la vida en general o alguno de sus aspectos. Algunos adagios son producto de la sabiduría popular, que intenta resumir alguna verdad básica; este tipo se conoce generalmente como proverbio o refrán. Si describe una regla general de conducta, se conoce como máxima.[cita requerida]
Por su parte, una expresión, no necesariamente muy hermosa o graciosa, pero que goza de una especial profundidad o un buen estilo, se conoce como aforismo, mientras que una con humor o ironía recibe el nombre de epigrama. A través del uso excesivo, un adagio puede convertirse en un cliché o un lugar común.[cita requerida]

## En la actualidad
Los adagios empleados pueden recibir nombres propios y ser llamados «leyes», en una imitación humorística de las leyes físicas, o principios. Algunos adagios, como la ley de Murphy, son formulados de manera informal y luego reciben un nombre, mientras que otros, como el Principio de Peter, tienen nombres ya desde su misma formulación; se puede argumentar que el segundo tipo no constituye un adagio «verdadero», pero ambos tipos suelen ser difíciles de distinguir.[cita requerida]

## Usos
Los adagios formulados en obras de ficción populares suelen derivar hacia la cultura popular, especialmente cuando existe una subcultura devota del género que corresponda, como es el caso de las novelas de ciencia ficción. Muchas profesiones y subculturas crean sus propios adagios, que pueden entonces ser considerados como una especie de jerga; ese tipo de adagios pueden llegar a ser empleados por el público en general, a veces siendo alterados en el proceso.[cita requerida] Las comunidades virtuales como las que se desarrollan en foros o grupos de noticias de Internet, también suelen crear sus propios adagios.[cita requerida]